# Панк из Солт-Лейк-Сити 2
«Панк из Солт-Лейк-Сити 2» (англ. Punk’s Dead: SLC Punk 2) — американский комедийный драматический фильм 2016 года сценариста и режиссёра Джеймса Мерендино. Продолжение фильма 1998 года «Панк из Солт-Лейк-Сити».

## Сюжет
Героиновый Боб с того света рассказывает историю, которая произошла с его сыном Россом в 2005 году. Как оказалось, прежде чем Боб отравился таблетками, его девушка Триш успела забеременеть от него. У Боба родился сын Росс, который никогда не видел своего отца. Поскольку отец Росса трагически погиб, а сам он всё время жил с матерью, окружённый вещами из её сувенирного стимпанк-магазина, он вырос с философским отношением к смерти. Он стал кем-то наподобие викторианского гота. Попутно Росс полностью игнорирует алкоголь и наркотики и не проявляет интереса к противоположному полу. Он не общается даже со стрейтэджерами, с которыми близок во взглядах, поскольку считает себя одиночкой.
Однажды Росс познакомился с девушкой по имени Лилит. Она была такой же чудачкой, как и он сам. Они проводили вместе много времени, гуляя на природе в своих викторианских костюмах и рассуждая на философские темы. Их отношения были сугубо платоническими. По этой причине, когда Росс видит Лилит с другим парнем в туалете ночного клуба, это глубоко ранит его. Это ранит его настолько, что он даже выпивает банку пива, чего никогда в своей жизни не делал. У Росса нет друзей, кроме панка по имени Крэш. Крэш со своей приятельницей по имени Пенни едет на панк-концерт в Солт-Лейк-Сити и берёт Росса с собой.
По дороге Росс узнаёт, что другие считают его пафосным и надменным. Для того, чтобы доказать, что он не зациклен только на себе, Росс предлагает подвезти человека с обочины. Этим человеком оказывается некий растафарианец по имени Уильям, который угощает галлюциногенными грибами. На заправке по пути Пенни встречает своего отца, с которым у неё возникает конфликт.
Мама Крэша звонит маме Росса и сообщает, что Росс приходил к ним домой пьяный и в слезах, а затем куда-то уехал вместе с Крэшем. Триш понимает, что с её сыном произошло что-то серьёзное, ведь он не пьёт. Она обзванивает своих старых знакомых Джона и Эдди с просьбой о помощи. Джон приезжает к ней в магазин вместе со своим приятелем Шоном. За прошедшие годы Джон очень изменился. Если в юности он был модом, то сейчас у него свой магазин блэк-метал-тематики. Шон же, который в прошлом скатился до попрошайничества на улице, теперь помощник сенатора. Шон предполагает, что искать детей нужно на панк-концерте, куда все вместе они отправляются на лимузине Эдди, который за прошедшие годы стал успешным бизнесменом. У него свой стриптиз-клуб и эротический сайт в интернете с девушками-панками.
Росс же веселится на панк-концерте вместе со всеми. В состоянии эйфории он признаётся в любви к Пенни, а затем запрыгивает на сцену и признаётся в любви к панкам, при этом невольно оскорбляя их. Панки принимаются избивать Росса, пока его не спасают подоспевшие Джон и Шон. На улице у Росса происходит серьёзный разговор с матерью. Триш переживает за сына, потому что боится, что он плохо кончит, как и его отец. Росс в свою очередь хочет выйти из-под влияния матери и стать самостоятельным. В конце концов, все примиряются.

## В ролях
- Бен Шнетцер — Росс
- Ханна Маркс — Пенни
- Machine Gun Kelly — Крэш
- Сара Кларк — Триш
- Девон Сава — Шон
- Майкл Гурджиан — Героиновый Боб
- Адам Паскаль — Эдди
- Джеймс Дювал — Джон
- Дженни Джаффе — Шелли
- Эмма Паке — Лилит
- Леви Уилсон — Доргон
- Эррол Грант — Уильям
- Джаррод Филлипс — папа Пенни

## Создание
В апреле 2013 года режиссёр Джеймс Мерендино сообщил, что начинает работу над продолжением фильма «Панк из Солт-Лейк-Сити». Фильм будет выпущен в следующем 2014 году и в продолжении вернутся герои из оригинального фильма. Хотя уже точно было известно, что Джейсон Сигел в продолжении не появится. Часть средств была собрана через краудфандинговую платформу Indiegogo. По словам режиссёра фильм планировали снимать в Новом Орлеане из-за налоговых льгот предоставляемых штатом Луизиана. Однако, когда началась краудфандинговая компания, то о фильме стали писать в городской прессе Солт-Лейк-Сити. Многие жертвователи также оказались из этого города. Мерендино был тронут и решил перенести съёмки в Солт-Лейк-Сити и его окрестности.
В марте 2014 года Мерендино рассказал, что фильм будет о сыне Героинового Боба и о современной молодёжной культуре. При этом режиссёр отметил, что изначально хотел снимать фильм про Стиво и кризис среднего возраста, но допустил, что эта задумка может быть реализована, например, в третьем фильме. Позже стало известно, что персонажа Стиво, которого играл в первом фильме Мэттью Лиллард, вообще в продолжении не будет, но вернётся Майкл Гурджиан, который играл Героинового Боба, хотя в первом фильме этот персонаж умер. Вернутся также Девон Сава, Адам Паскаль и Джеймс Дювал. Из новых актёров в фильме появится рэпер Machine Gun Kelly, Бен Шнетцер, Ханна Маркс и Сара Кларк.
Съёмки фильма прошли в июне 2014 года. Трейлер фильма был выпущен в июле. В мае 2015 года фильм возили на кинорынок Каннского кинофестиваля. В феврале 2016 года фильм стал доступен для цифрового скачивания.

## Рецензии
Критики отметили, что продолжение хуже оригинала. Возможно, что фильм бы смотрелся лучше, если бы существовал сам по себе, а не был продолжением. Издание DVD Talk замечает, что в 1980-х годах панки были отверженными, но сейчас панк-рок это часть мейнстрима, поэтому героям фильма не за что бороться.